# 하드보일드

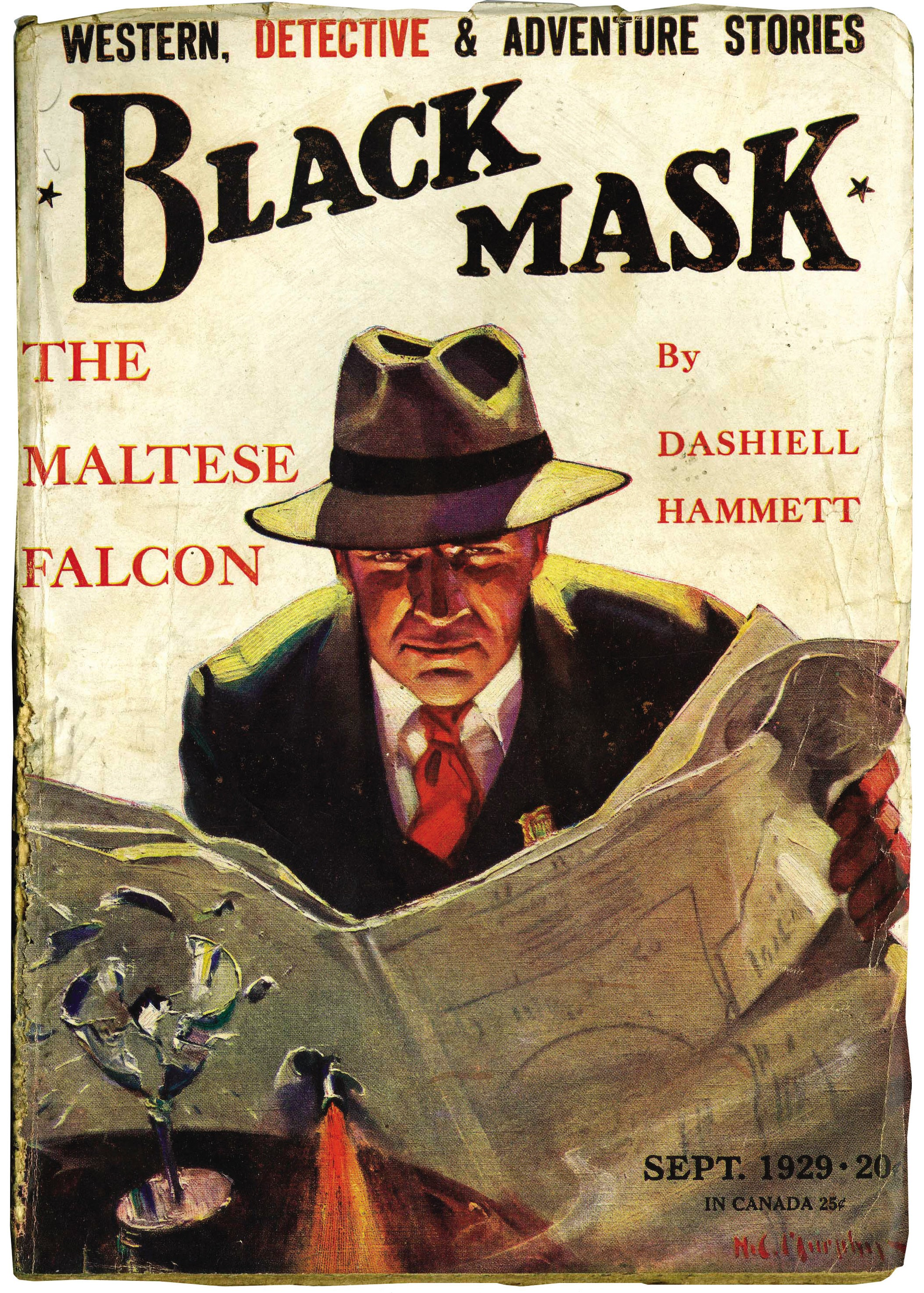

하드보일드 범죄소설은 1920년대 캐럴 존 데일리(Carroll John Daly)가 개척한 문학스타일로서 대실 해미트가 대중적인 길을 닦고, 1930년대 말부터는 레이먼드 챈들러가 더욱 정교하게 다듬었다. 공통적으로 탐정 스토리의 모습을 취하며, 범죄나 폭력, 섹스에 대해 이렇다 할 감정없이 무미건조한 묘사를 하는 것이 특징이다. 초창기부터 소위 펄프픽션(가장 유명한 것으로는 블랙마스크 Black Mask)과 떼려야 뗄 수 없는 관계였기 때문에 하드보일드파 소설은 질이 안 좋고 값이 싼 페이퍼백전문 출판사들이 주로 취급하였다. 그 결과 펄프픽션이란 말이 하드보일드 소설과 같은 의미로 쓰이기도 한다. 미국의 오리지널 하드보일드소설은 많은 작가들에 의해 발전했다. 체스터 하임스(Chester Himes), 미키 스필레인, 로스 맥도널드(Ross Macdonald), 존 D. 맥도널드(John D. MacDonald), 로버트 B. 파커(Robert B. Parker), 사라 파레츠키(Sara Paretsky), 수 그래프턴(Sue Grafton), 월터 모슬리(Walter Mosley) 등이 그들이다.
하드보일드라는 말은 계란을 완숙(hardboiled)하면 더 '딱딱해(tough)'지는 것에서 비롯되었다. 데일리가 만들어낸 형사들인 테리 맥(Terry Mack)과 레이스 윌리엄스(Race Williams)가 등장한 이래, 해미트의 샘 스페이드(Sam Spade), 챈들러의 필립 말로가 나타나 인기를 끌면서, 거만하면서도 쿨한 탐정 캐릭터의 전형을 확립하였다.

## 누아르픽션
누아르 픽션은 하드보일드 스타일의 부분집합으로 간주되는 범죄소설의 유형을 가리킬 때 종종 사용된다. 조지 터틀(George Tuttle)은 다음과 같이 말하였다.
이 장르에서 주인공은 보통 탐정이 아니라, 희생자, 용의자, 또는 가해자인 경우가 많다. 따라서 범죄의 한 가운데에 묶여 있어서, 외부로부터 해결을 위해 부름을 받는 인물이 아닌 것이다. 또 다른 공통적인 특징은 성적 관계에 대한 강조가 많고, 섹스를 사용해서 플롯을 전개시킨다든가, 주인공이 자기파괴적인 성향을 보인다든가 하는 점이다. 이런 타입의 픽션은 보다 직접적인 서술과 투박한 리얼리즘을 채용한다는 점에서 하드보일드 픽션과 밀접한 관련을 갖는다.

누아르픽션의 맹아를 제공한 사람은 제임스 M. 케인이다. 그는 초창기 하드보일드역사에서 세 번째로 중요한 인물로, 1934년 정확히 해미트와 챈들러가 활동한 중간시점에 범죄소설로 데뷔하였다. 누아르 전통에서 미국역사상 중요한 또 다른 인물은 코넬 울리치, 도러시 B. 휴스(Dorothy B. Hughes), 짐 톰슨(Jim Tompson), 데이비드 구디스(David Goodis), 찰스 윌리엄스(Charles Williams), 엘모어 레너드 등이다. 누아르 픽션 (검은 소설)이라는 말은 가차없는 어둠의 이미지를 떠올리게 한다. 사실 이 분야 많은 작가들의 작품이, 운명론적 태도를 다양한 모습으로 보여주었다. 울리치와 구디스는 희망없는 세계를, 레너드는 종종 붉은 피마저도 밝은 분위기로 보여주었다. 휴스와 윌리엄스의 경우, 그 중간의 위치를 차지한다. 전자의 주인공은 철학적이고 관조적인 태도로 자신의 힘을 표현하며, 후자의 작품에서는 진지하면서도 전형적인 하드보일드 성격에 충실한 편이다. 캐인과 톰슨은 각각 미국 장르소설의 가장 어두운, 그러면서도 웃음을 유발하는 유형에 속한다.
유행처럼 쓰이는 누아르라는 단어는 필름 누아르에서 따온 것이긴 하지만, 그 영화들도 초기 하드보일드작품을 영화화한 것이 많다. 그리고 1940년대 어두운 할리우드 영화를 프랑스비평가가 '누아르'라고 부른 것도 동일한 맥락에서 이루어진 일이다. 영어권 사람들은 미스터리를, 다른 사람들은 고딕 멜로드라마를 연상할 법한 일군의 하드보일드 작품을 가리키려고 '로망 누아르(roman noir)'( = 검은 소설, black novel)라는 말이 쓰이기 시작했지만, 처음부터 누아르픽션과 로망누아르가 직접적으로 관련 있는 것은 아니었다. 1945년 프랑스 출판업자인 갈리마르(Gallimard)가 미국 하드보일드 소설의 번역본을 포함하는 새로운 페이퍼백시리즈를 발행하였는데 이로써 누아르픽션과 로망누아르는 더욱 밀접해졌다. 이렇게 만들어진 새로운 조류를 세리 누아르(Serie noire)라고 한다.

## 새로운 경향
하드보일드와 누아르의 주목할 만한 변종이 나타났다. 버넷(W. R. Burnett)은 해미트, 캐인과 함께 초창기 하드보일드파를 형성했지만, 영웅적인 갱스터가 주인공으로 나오는 새로운 소설을 쓰기 시작했다. 알콜중독 형사 빌 크레인(Bill Crane)이 주인공으로 나오는 조너선 래티머(Jonathan Latimer)의 소설들은 하드보일드 스크류볼 코메디(screwball comedy)의 첫 번째 시리즈물이 되었다. 찰스 윌리퍼드(Charles Willeford)의 작품은 하드보일드나 누아르픽션으로 분류되었지만 '네오누아르'(neo-noir)에 더 가깝다. 형사주인공을 자주 등장시키는 후대의 작가로서 뚜렷하게 누아르식으로 쓰는 이들 중 가장 유명한 사람은 단연 제임스 엘로이이다.
캐릭터, 플롯, 세계관이라는 측면에서 퍼트리샤 하이스미스는 누아르픽션의 가장 보석같은 작가이다. 미국이나 유럽에서 수많은 작품들이 영화로 만들어졌으며, 그녀의 스타일이 필름 누아르로 간주되기도 하지만 그와는 다른 독창적인 스타일을 만들어냈다. 군더더기 없이, 직접적인 묘사를 하는 전통에 비해서, 그녀의 작품들은 충실한 내용과 미묘함을 특징으로 한다.

## 같이 보기
- 소프트보일드